# Міністерство енергетики Республіки Білорусь
Міністерство енергетики Республіки Білорусь (Міненерго Білорусі) — відомство уряду Білорусі, уповноважене здійснювати упорядкування енергопостачання. Міністр енергетики призначається і знімається з посади президентом. З 31 березня 2025 року пост міністра займає Денис Мороз.

## Склад
- Центральний апарат;
- Об'єднання «Белтопгаз», «Біленерго»;
- Підприємства «Белнипиэнергопром», «Белдзіпрагаз», «БЕЛЦЭІ», «Белэнергасеткапраект», «Енергетична стратегія», «БелНДІпалівапраект»;
- Дирекція будівництва атомної електростанції[1].

## Виноски
1. ↑  Перелік державних організацій, підпорядкованих Міністерству[недоступне посилання].  Міністерство енергетики Республіки Білорусь. Перевірено 12 вересня 2010.